# Zelený vodík
Jako zelený vodík (GH2 nebo GH2) je označován vodík vyráběný elektrolýzou vody za použití obnovitelné elektrické energie. Výroba zeleného vodíku způsobuje výrazně nižší emise skleníkových plynů než výroba takzvaného šedého vodíku, který se získává z fosilních paliv bez zachycování uhlíku.
Hlavním účelem zeleného vodíku je přispět k omezení globálního oteplování na 1,5 °C, snížit závislost na fosilních palivech tím, že nahradí šedý vodík, a poskytnout rozšířený soubor konečných použití v konkrétních hospodářských odvětvích, pododvětvích a činnostech. Tato koncová využití mohou být technicky obtížně dekarbonizovatelná jinými prostředky, jako je elektrifikace pomocí obnovitelných zdrojů energie. Jeho hlavní využití bude pravděpodobně v těžkém průmyslu (např. vysokoteplotní procesy vedle výroby elektřiny, suroviny pro výrobu ekologického čpavku a organických chemikálií, jako alternativa k uhelnému koksu pro výrobu oceli), dálkové dopravě (např. lodní, letecké a v menší míře těžká nákladní vozidla) a dlouhodobém skladování energie.
Od roku 2021 se zelený vodík podílel na celkové výrobě vodíku méně než 0,04 %. Jeho cena ve srovnání s vodíkem získaným z fosilních paliv je hlavním důvodem, proč je po zeleném vodíku menší poptávka. Například vodík vyrobený elektrolýzou poháněnou solární energií byl v roce 2018 přibližně 25krát dražší než vodík získaný z uhlovodíků.

## Definice
Nejčastěji se zelený vodík definuje jako vodík vyrobený elektrolýzou vody za použití obnovitelné elektrické energie.
Přesnější definice někdy přidávají další kritéria. Celosvětový standard pro zelený vodík definuje zelený vodík jako „vodík vyráběný elektrolýzou vody pomocí 100% nebo téměř 100% obnovitelné energie s téměř nulovými emisemi skleníkových plynů“.
Širší, méně používaná definice zeleného vodíku zahrnuje také vodík vyráběný různými jinými metodami, které produkují relativně nízké emise a splňují další kritéria udržitelnosti. Tyto metody výroby mohou například zahrnovat jadernou energii nebo energii z biomasy.

## Použití
Zelený vodík má potenciál hrát významnou roli v dekarbonizaci energetických systémů, kde existují problémy a omezení při nahrazování fosilních paliv přímým využíváním elektřiny. Vodíkové palivo může vyrábět intenzivní teplo potřebné pro průmyslovou výrobu oceli, cementu, skla a chemikálií, a přispívat tak k dekarbonizaci průmyslu spolu s dalšími technologiemi, jako jsou elektrické obloukové pece pro výrobu oceli, větší roli však pravděpodobně sehraje při poskytování průmyslových surovin pro čistší výrobu čpavku a organických chemikálií. Například při výrobě oceli by vodík mohl fungovat jako nosič čisté energie a také jako nízkouhlíkový katalyzátor nahrazující koks získaný z uhlí. Vodík používaný k dekarbonizaci dopravy najde pravděpodobně největší uplatnění v lodní dopravě, letectví a v menší míře v těžkých nákladních vozidlech, a to prostřednictvím syntetických paliv odvozených od vodíku, jako je čpavek a metanol, a technologie palivových článků. U lehkých užitkových vozidel včetně osobních automobilů vodík za ostatními vozidly na alternativní paliva značně zaostává, zejména ve srovnání s rychlostí zavádění bateriových elektromobilů, a v budoucnu nemusí hrát významnou roli.
Zelený vodík lze také využít pro dlouhodobé skladování energie v síti a pro dlouhodobé sezónní skladování energie.

## Trh
V roce 2022 měl celosvětový trh s vodíkem hodnotu 155 miliard USD a očekával se jeho průměrný růst o 9,3 % v letech 2023-2030. Z tohoto trhu připadá na zelený vodík přibližně 4,2 miliardy USD (2,7 %). Vzhledem k vyšším výrobním nákladům představuje zelený vodík menší část vyrobeného vodíku ve srovnání s jeho podílem na tržní hodnotě. Většina vodíku vyrobeného v roce 2020 byla získána z fosilních paliv. Z 99 % pocházel ze zdrojů na bázi uhlíku. Výroba poháněná elektrolýzou představuje méně než 0,1 % celkového množství, z čehož pouze část je poháněna elektřinou z obnovitelných zdrojů.
Současné vysoké výrobní náklady jsou hlavním faktorem, který omezuje využití zeleného vodíku. Mnozí považují cenu 2 USD/kg za potenciální bod zvratu, který by zelený vodík učinil konkurenceschopným vůči šedému vodíku. Nejlevnější je vyrábět zelený vodík s přebytkem obnovitelné energie, která by jinak byla omezena, což zvýhodňuje elektrolyzéry schopné reagovat na nízké a proměnlivé úrovně výkonu (např. elektrolyzéry s protonově výměnnou membránou). :s.5
Náklady na elektrolyzéry klesly od roku 2010 do roku 2022 o 60 % a předpokládá se, že náklady na výrobu zeleného vodíku budou do roku 2030 a 2050 výrazně klesat,:s.26 což povede ke snížení nákladů na zelený vodík spolu s klesajícími náklady na výrobu energie z obnovitelných zdrojů. Analýza Goldman Sachs v roce 2022, těsně před ruskou invazí na Ukrajinu, poznamenala, že „jedinečná dynamika v Evropě s historicky vysokými cenami plynu a uhlíku již vede k cenové paritě zeleného vodíku se šedým v klíčových částech regionu“, a předpokládala, že v celosvětovém měřítku dosáhne zelený vodík cenové parity se šedým vodíkem do roku 2030, a to dříve, pokud bude na šedý vodík uvalena globální uhlíková daň.
V roce 2021 se odhadovalo, že investice do zeleného vodíku bude činit 121 gigawattů kapacity elektrolyzérů ve 136 projektech ve fázi plánování a vývoje v celkové hodnotě více než 500 miliard dolarů. Pokud by byly všechny projekty realizovány, mohly by do roku 2030 představovat 10 % výroby vodíku. Podle Goldman Sachs by trh mohl mít do roku 2050 hodnotu přes 1 bilion dolarů ročně. Jeden z analytiků energetického trhu na začátku roku 2021 navrhl, že cena zeleného vodíku by v zemích, které mají levnou obnovitelnou energii, klesla do roku 2031 o 70 %. Na druhou stranu, podle analýzy Boston Consulting Group bude cena v roce 2030 se pro Evropu 5 až 8 EUR/kg, což pro jisté aplikace bude znamenat nekonkurenceschopnost.
Na konci roku 2024 jsou náklady na výrobu zeleného vodíku 7 EUR za kilogram, takže zanikají projekty na jeho využití pro příliš vysokou cenu.

## Projekty

### Čína
Od roku 2021 vytvořilo několik společností aliance, jejichž cílem je zvýšit výrobu tohoto paliva v příštích šesti letech padesátkrát. Společnost Sinopec si vytkla za cíl vyrobit do roku 2025 500 000 tun zeleného vodíku. Vodík vyráběný z větrné energie by mohl být nákladově efektivní alternativou pro regiony závislé na uhlí, jako je Vnitřní Mongolsko. V rámci příprav na zimní olympijské hry v roce 2022 zahájil provoz vodíkový elektrolyzér, označovaný za „největší na světě“, který bude pohánět vozidla používaná na hrách. Elektrolyzér byl poháněn větrem na pevnině.

### Německo
Německo investovalo 9 miliard eur do výstavby 5 GW kapacity elektrolyzéru do roku 2030.

### Portugalsko
V dubnu 2021 Portugalsko oznámilo plány na výstavbu první solární elektrárny na výrobu vodíku do roku 2023. Lisabonská energetická společnost Galp Energia oznámila plány na výstavbu elektrolyzéru pro napájení své rafinerie do roku 2025.

### Španělsko
V únoru 2021 oznámilo třicet společností průkopnický projekt poskytování vodíkových základen ve Španělsku. Projekt zamýšlel do konce desetiletí dodat 93 GW solární a 67 GW elektrolýzní kapacity.

### Švédsko
Na konci roku 2024 skončil švédský projekt zeleného vodíku SkyFuelH2 pro letecká paliva, protože by byl příliš nákladný (7 EUR za kilogram, což je zhruba 200 EUR/MWh).

### Spojené království
V březnu 2021 se objevil návrh na využití větrných elektráren na moři ve Skotsku k napájení přestavěných ropných a plynových plošin na „zelené vodíkové centrum“, které by dodávalo palivo místním lihovarům.
V červnu 2021 oznámila společnost Equinor plány na ztrojnásobení výroby vodíku ve Spojeném království. V březnu 2022 oznámila společnost National Grid projekt zavedení zeleného vodíku do sítě pomocí 200m větrné turbíny pohánějící elektrolyzér, který by vyráběl plyn pro přibližně 300 domácností.
Společnost Vattenfall plánovala v roce 2025 vyrábět zelený vodík z testovací větrné turbíny na moři poblíž Aberdeenu.

### Spojené státy
Federální zákon o investicích do infrastruktury a zaměstnanosti, který vstoupil v platnost v listopadu 2021, vyčlenil 9,5 miliardy dolarů na iniciativy v oblasti zeleného vodíku. V roce 2021 plánovalo americké ministerstvo energetiky (DOE) první demonstraci vodíkové sítě v Texasu. Ministerstvo se již dříve pokusilo o vodíkový projekt známý jako Hydrogen Energy California. Texas je považován za klíčovou součást zelených vodíkových projektů v zemi, protože stát je největším domácím výrobcem vodíku a má síť vodovodních potrubí. V roce 2020 oznámila společnost SGH2 Energy Global plány na využití plastů a papíru prostřednictvím plazmového zplyňování k výrobě zeleného vodíku poblíž Los Angeles.
V roce 2021 tehdejší guvernér státu New York Andrew Cuomo oznámil investici ve výši 290 milionů dolarů do výstavby závodu na výrobu zeleného vodíkového paliva. Státní úřady podpořily plány na vývoj palivových článků, které by se používaly v nákladních automobilech, a výzkum přimíchávání vodíku do plynové sítě. V březnu 2022 guvernéři Arkansasu, Louisiany a Oklahomy oznámili vytvoření vodíkového energetického uzlu mezi státy. Společnost Woodside oznámila plány na výstavbu závodu na výrobu zeleného vodíku v Ardmore v Oklahomě. Zákon o snížení inflace z roku 2022 zavedl desetiletou daňovou úlevu na výrobu, která zahrnuje dotaci 3,00 USD/kg na zelený vodík. V roce 2022 byla schválena nová daňová úleva na výrobu zeleného vodíku.

### Projekty veřejného a soukromého sektoru
V říjnu 2023 společnost Siemens oznámila, že úspěšně provedla první test průmyslové turbíny poháněné 100 % zeleného vodíku vyrobeného elektrolyzérem o výkonu 1 megawatt. Turbína funguje také na plyn a jakoukoli směs plynu a vodíku.